# 정지아 (배우)
정지아(1983년 2월 23일 ~ )는 대한민국의 배우이다. 
- 2006년 미국으로 이민 하여 미국 연극 배우 데뷔하였다.
- 2007년 대한민국 서울특별시로 돌아온뒤 사랑에 미치다으로 첫 정식 데뷔하였다.
- 2010년 출연한 영화 '고사 두 번째 이야기 : 교생실습'에서 수영 코치 역을 맡아 비키니 수영복을 입고 나오는 장면이 이슈가 되면서 명품 몸매라는 찬사를 받았다.[1]
- 2015년 tvN 금토드라마 슈퍼대디 열 장시은 역 마지막 촬영으로 무려 8년만에 마무리 되어 더 이상 다시 복귀 데뷔 돌아 갈 수 없게 되었다.

## 출연

### 텔레비전 드라마
- 2007년 SBS 주말드라마 《사랑에 미치다》
- 2008년 SBS 주말드라마 《조강지처 클럽》
- 2009년 SBS 일일드라마 《두 아내》
- 2010년 SBS 월화드라마 《커피하우스》 - 고윤주 역
- 2012년 SBS플러스 월화드라마 《풀하우스 TAKE 2》 - 송노라 역
- 2013년 KBS2 《KBS 드라마 스페셜 단막 2013 - 엄마의 섬》 - 이숙 역
- 2015년 tvN 금토드라마 《슈퍼대디 열》 - 장시은 역 마지막 촬영

### 영화
- 고사 두 번째 이야기 : 교생실습 수영 코치 역 (2010년)
- 천국의 우편배달부 간호사 3 역 (2009년)

### 뮤직비디오
- 티아라 - Bo Peep Bo Peep (2009년)
- 2PM - My Color (2009년)